# Renato Curi
Renato Curi (* 20. September 1953 in Montefiore dell’Aso (AP); † 30. Oktober 1977 in Perugia) war ein italienischer Fußballspieler.

## Karriere
Renato Curi wuchs in Pescara auf, bei Marconi Pescara lernte er das Fußballspielen. Zur Saison 1969/70 wurde er von Giulianova Calcio verpflichtet. Als 16-Jähriger absolvierte der 1,65 Meter große Mittelfeldspieler zwei Partien für die erste Mannschaft. In der folgenden Saison 1970/71, in der Giulianova der Aufstieg aus der Serie D in die Serie C gelang, war er mit 31 Einsätzen bereits als 17-Jähriger Stammspieler. Er spielte noch zwei weitere Jahre für Giulianova in der dritten Liga, ehe ihn 1973 Como Calcio verpflichtete. Für den Zweitligisten bestritt Curi 24 Spiele, ohne dabei ein Tor zu erzielen.
Nach einem Jahr im Norden Italiens kaufte ihn die AC Perugia für 300 Millionen Lire. In 23 Serie-B-Spielen erzielte Curi vier Treffer und trug so zum Aufstieg des AC Perugia in die Serie A bei. In den nächsten zwei Jahren zählte er in Perugia zu den besten Spielern. Während des Serie-A-Heimspiels der AC Perugia gegen Juventus Turin am 30. Oktober 1977 brach er zu Beginn der zweiten Halbzeit zusammen und konnte nicht wiederbelebt werden.
Zu seinem Gedenken wurde das Stadion in Perugia nach ihm benannt. In Città Sant’Angelo in der Provinz Pescara trägt der Amateurverein Renato Curi Angolana seinen Namen.

## Statistik
- 1969/70, Giulianova, Serie D, 2 Spiele, 0 Tore
- 1970/71, Giulianova, Serie D, 31 Spiele, 2 Tore
- 1971/72, Giulianova, Serie C Girone B, 35 Spiele, 0 Tore
- 1972/73, Giulianova, Serie C Girone B, 37 Spiele, 1 Tor
- 1973/74, Como, Serie B, 24 Spiele, 0 Tore
- 1974/75, Perugia, Serie B, 23 Spiele, 0 Tore
- 1975/76, Perugia, Serie A, 25 Spiele, 3 Tore
- 1976/77, Perugia, Serie A, 28 Spiele, 0 Tore
- 1977/78, Perugia, Serie A, 5 Spiele, 0 Tore

- Giulianova, 105 Spiele, 3 Tore, davon 33 Spiele in der Serie D (2 Tore) und 72 Spiele in der Serie C (1 Tore)
- Como, 24 Spiele, 0 Tore in der Serie B
- Perugia, 81 Spiele, 3 Tore, davon 23 Spiele (0 Tore) in der Serie B und 58 Spiele (3 Tore) in der Serie A

- Gesamt: 210 Spiele, 6 Tore